# Hanna Balabanova
Hanna Balabanova (em ucraniano:  Ганна Сергіївна Балабанова, Vinnytsia, Vinnytsia, 10 de dezembro de 1969) é uma ex-canoísta de velocidade ucraniana na modalidade de canoagem.

## Carreira
Foi vencedora da medalha de bronze em K-4 500 m em Atenas 2004, junto com as suas colegas de equipa Inna Osypenko, Tetyana Semykina, Olena Cherevatova.